# 주인도 대한민국 대사관
주인도 대한민국 대사관(영어: Embassy of the Republic of Korea to India, 힌디어: भारत में कोरिया गणराज्य का दूतावास)은 1973년 인도 뉴델리에 개설된 대한민국 외교부 소속의 대사관이다. 대사관 건물은 1979년에 건축가 김수근이 설계를 맡아 건축되었다.

## 역대 공관장
| 대수         | 성명           | 임명        |
| ------------ | -------------- | ----------- |
| 초대 총영사  | 방 희(方 熙)   | 1962년 3월  |
| 제2대 총영사 | 한기봉(韓麒鳳) | 1963년 5월  |
| 제3대 총영사 | 임병직(林炳稷) | 1964년 10월 |
| 제4대 총영사 | 최운상(崔雲祥) | 1967년 2월  |
| 제5대 총영사 | 노신영(盧信永) | 1972년 5월  |
| 초대 대사    | 박찬현(朴瓚鉉) | 1974년 2월  |
| 제2대 대사   | 이범석(李範錫) | 1976년 6월  |
| 제3대 대사   | 김정태(金正泰) | 1980년 12월 |
| 제4대 대사   | 신동원(申東元) | 1984년 4월  |
| 제5대 대사   | 김태지(金太智) | 1987년 10월 |
| 제6대 대사   | 이정빈(李延彬) | 1991년 8월  |
| 제7대 대사   | 소병용(蘇秉用) | 1994년 2월  |
| 제8대 대사   | 최대화(崔大和) | 1996년 10월 |
| 제9대 대사   | 이종무(李鍾武) | 1999년 2월  |
| 제10대 대사  | 권순대(權純大) | 2002년 2월  |
| 제11대 대사  | 최정일(崔禎鎰) | 2004년 3월  |
| 제12대 대사  | 백영선(白暎善) | 2007년 3월  |
| 제13대 대사  | 김중근(金中根) | 2010년 9월  |
| 제14대 대사  | 이준규(李俊揆) | 2012년 9월  |
| 제15대 대사  | 조 현(趙 顯)   | 2015년 10월 |
| 제16대 대사  | 신봉길(申鳳吉) | 2018년 1월  |
| 제17대 대사  | 장재복(張宰福) | 2021년 6월  |
| 제18대 대사  | 이성호(李誠浩) | 2024년 10월 |

## 관할 구역
주인도 대한민국 대사관에서는 다음 지역을 관할한다. 주인도 대한민국 대사관에서는 부탄을 겸임하고 있다.
| - 아루나찰프라데시주 - 아삼주 - 비하르주 - 차티스가르주 - 하리아나주 - 히마찰프라데시주 - 자르칸드주 - 라자스탄주 | - 메갈라야주 - 마니푸르주 - 미조람주 - 나갈랜드주 - 오디샤주 - 펀자브주 - 시킴주 - 트리푸라주 | - 우타라칸드주 - 우타르프라데시주 - 서벵골주 - 델리 - 찬디가르 - 안다만 니코바르 제도 - 잠무 카슈미르 - 라다크 |  |

## 같이 보기
- 대한민국-인도 관계
- 대한민국-부탄 관계
- 주한 인도 대사관
- 대한민국의 재외공관 목록
- 인도 주재 외국공관 목록